# Alhassane Keita (1983)
Alhassane Keita (Macenta, 26 juni 1983) is een Guinees voetballer die als aanvaller speelt. Zijn laatste club was FC St. Gallen, waar hij in het seizoen 2013-2014 onder contract stond.

## Erelijst
FC Zürich
- Axpo Super League

2006, 2007
- Schweizer Cup

2005
- Topscorer Axpo Super League

2006 (20 goals)
 Ittihad FC
- Saudi Premier League

2007